# Ванда Вілкомірська
Ванда Вілкомірська (пол. Jolanta Wanda Wiłkomirska; 11 січня 1929, Варшава — 1 травня 2018, Варшава) — польська скрипалька і музичний педагог. Дочка Альфреда Вілкомірського, сестра Казімєжа Вілкомірського.

## Життєпис
Йоланта Ванда Вілкомірська народилася 11 січня 1929 року в м. Варшава.

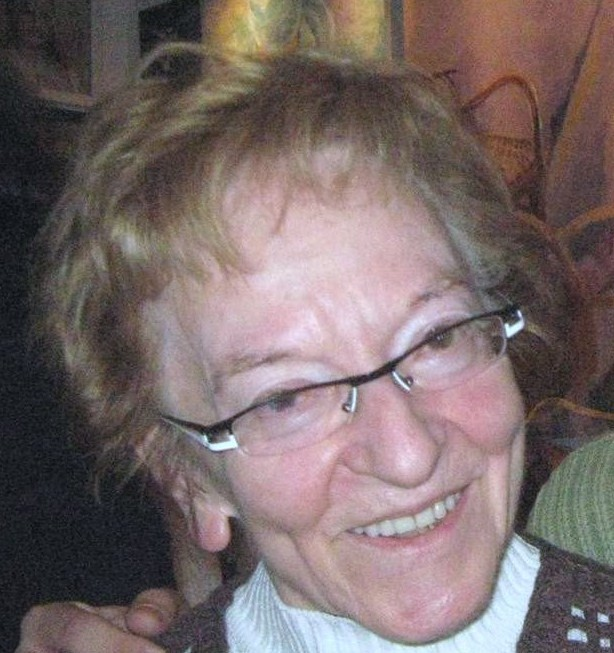
Ванда Вілкомірська

Почала займатися музикою зі своїм батьком. Закінчила Вищу музичну школу в Лодзі у Ірени Дубіської (1947), ще студенткою грала другу скрипку в створеному Дубіському Квартеті імені Шимановського. Надалі вдосконалювала свою майстерність в Будапештської музичної академії у Еде Затурецького, у Варшаві у Тадеуша Вронського та Євгенії Умінської, в Парижі у Генріка Шерінга. На рубежі 1940-50-х роках здобула перемоги на різних міжнародних конкурсах, зокрема, друге місце на Другому Міжнародному конкурсі імені Венявського 1952). З 1959 року була солісткою Варшавської філармонії, з 1961 р. широко гастролювала по Європі й Америці. Виступала також в складі сімейного Тріо Вілкомірських, з братом Казімєжем та сестрою Марією.
Грала в камерних ансамблях з такими відомими музикантами, як: Марта Аргеріх, Гідон Кремер, Міша Майський, Даніель Баренбойм. Гастролювала в більш ніж 50-ти країнах світу, виступала з багатьма симфонічними оркестрами під керівництвом відомих диригентів: Отто Клемперер, Леонард Бернстайн, Курт Мазур, П'єр Булез, Зубін Мета, Джон Барбіроллі, Карло Джуліані, Вольфганг Завалліш, Ойген Йохум та інші. Була першою виконавицею багатьох творів польських композиторів, у тому числі Кшиштофа Пендерецького, Тадеуш Берда.
У 1981 році після оголошення в Польщі воєнного стану емігрувала з країни, з 1983 року — професор Вищої школи музики в Мангеймі, з 1999 р. Сіднейської консерваторії з 2001 р. в Австралійської національної музичної академії в Мельбурні.